# 傑瑞米·史壯
傑瑞米·史壯（英語：Jeremy Strong，1978年12月25日—），美國男演員。知名於2020年起至HBO電視劇《继承之战》（2018年至2023年）中演出的肯道·洛伊（Kendall Roy）贏得黃金時段艾美獎劇情類最佳男主角，2022年為此贏得金球獎劇情類劇集最佳男主角。史壯也參演許多電影，包括《林肯》（2012年）、《猎杀本·拉登》（2012年）、《塞尔玛游行》（2014年）、《大賣空》（2015年）、《決勝女王》（2017年）、《紳士追殺令》（2019年）、《芝加哥七人案：驚世審判》（2020年）和《狂人法則》（2024年）。

## 早期生活
傑瑞米·史壯出生於麻薩諸塞州波士顿，曾在波士頓和薩德伯里的公立學校上學。母親是護理師，父親是未成年司法工作者。他畢業於耶鲁大学，曾出演過許多戲劇，並獲得了英語學位。他還就讀過英國皇家戏剧艺术学院和在芝加哥的荒原狼劇院公司。他於2008年在百老匯出道。

## 個人生活
史壯在2016年與丹麥精神病醫生艾瑪·沃爾（Emma Wall）結婚。他們有三個女兒：分別生於2018年4月、2019年11月及2021年9月。史壯和他的家人住在紐約與哥本哈根。

## 作品列表

### 電影
| 年份 | 標題                         | 角色               | 附註 |
| ---- | ---------------------------- | ------------------ | ---- |
| 2008 | 《洪堡鎮》                   | 彼得（Peter）           |      |
| 2008 | 《破天慌》                   | 奧斯特（Private Auster）         |      |
| 2009 | 《天堂信差》                 | 回國士兵           |      |
| 2009 | 《殺父美好一夜》（Kill Daddy Good Night）         | 布魯斯（Bruce）         |      |
| 2009 | 《聯繫高處》（Contact High）             | 卡洛斯（Carlos）         |      |
| 2010 | 《浪漫愛婚頭》               | 皮特（Pete）           |      |
| 2010 | 《是的》（Yes）                 | 男子               | 短片 |
| 2011 | 《愛就像生命，卻更長壽》（Love Is Like Life But Longer） | 盲人               | 短片 |
| 2012 | 《林肯》                     | 約翰·喬治·尼古拉   |      |
| 2012 | 《機器人與法蘭克》           | 傑克（Jake）           |      |
| 2012 | 《拜託，艾方索》（Please, Alfonso）         | 艾方索（Alfonso）         | 短片 |
| 2012 | 《見女行》                   | 布蘭登（Brandon）         |      |
| 2012 | 《猎杀本·拉登》              | 湯瑪斯（Thomas）         |      |
| 2013 | 《關鍵目擊》                 | 李·哈維·奧斯瓦爾德 |      |
| 2014 | 《大法官》                   | 戴爾·帕爾默（Dale Palmer）    |      |
| 2014 | 《遺忘的時光》               | 傑克（Jack）           |      |
| 2014 | 《塞尔玛游行》               | 詹姆斯·里布        |      |
| 2015 | 《黑勢力》                   | 喬許·邦德（Josh Bond）      |      |
| 2015 | 《大賣空》                   | 文尼（Vinny）           |      |
| 2017 | 《底特律》                   | 朗恩律師（Attorney Lang）       |      |
| 2017 | 《決勝女王》                 | 狄恩·凱斯（Dean Keith）      |      |
| 2019 | 《驚濤佈局》                 | 李德·米勒（Reid Miller）      |      |
| 2019 | 《紳士追殺令》               | 馬修·伯格（Matthew Berger）      |      |
| 2020 | 《芝加哥七人案：驚世審判》   | 傑瑞·魯賓          |      |
| 2022 | 《墜落年華》                 | 厄文（Irving）           |      |
| 2024 | 《狂人法則》                 | 羅依·科恩          |      |
| 2025 | 《无处释放我》               | 乔恩·兰多          |      |

### 電視
| 年份      | 標題         | 角色            | 附註 |
| --------- | ------------ | --------------- | ---- |
| 2011–2013 | 《「法」妻》 | 麥特·貝克爾（Matt Becker） | 5集  |
| 2013      | 《黑色洛城》 | 麥克·亨德利（Mike Hendry） | 4集  |
| 2016      | 《性爱大师》 | 德瑞森（Art Dreesen）      | 9集  |
| 2018–2023 | 《继承之战》 | 肯道·洛伊（Kendall Roy）   | 39集 |

## 外部連結
- 傑瑞米·史壯在互联网电影资料库（IMDb）上的資料（英文）
- 互聯網百老匯資料庫（IBDB）上傑瑞米·史壯的資料（英文）